# Storia delle Comore

## Il periodo coloniale
Nei primi anni del XVI secolo i portoghesi, sulla via di diventare gli unici padroni dell'Oceano Indiano, cacciandone naviganti e commercianti arabi, fondarono una loro colonia alla Grande Comore, poi abbandonata. Tre secoli dopo, apertasi la rivalità tra Francia e Gran Bretagna intorno al sultanato di Zanzibar, l'attenzione delle due potenze si rivolse anche alle Comore. La Francia occupò nel 1843 Mayotte, estendendo nel 1886 il suo protettorato anche a Grande Comore, Mohéli e Anjouan; le quattro isole furono poste alle dipendenze di Riunione sino al 1908 e quindi di Madagascar. Nel 1912 ebbero singolarmente lo status di colonie, ma due anni dopo furono riunite per formare un'unica colonia sotto il controllo del governo del Madagascar. Dichiarate Territorio d'Oltremare con un proprio amministratore all'atto della creazione dell'Unione Francese (1946), le Comore nel 1961 ottennero l'autonomia interna.

## L'indipendenza e lo Stato delle Comore

Bandiera delle Comore dal 1975 al 1978.

Il 22 dicembre 1974, tramite un referendum, si pronunciarono per la piena indipendenza (salvo Mayotte, che con il 65% dei voti optava per non cambiare status). Dopo l'indipendenza, la vita politica del piccolo Stato insulare fu segnata da una forte instabilità, alimentata dalle difficoltà economiche provocate dalla rottura dei rapporti con Parigi e dal distacco di Mayotte, la più ricca delle isole dell'arcipelago. Prive di autosufficienza economica e delle infrastrutture necessarie a garantire lo sviluppo economico, le Comore di fatto rimanevano in una condizione di sottosviluppo, che continuava ad alimentare profonde tensioni sociali e politiche. Ahmed Abdallah, primo presidente della Repubblica, venne deposto nell'agosto 1975 in seguito a un colpo di Stato incruento, guidato da Ali Soilih. Soilih tentò di promuovere la trasformazione delle isole in uno Stato laico, fondando un regime di ispirazione socialista, ma nel maggio 1978 un nuovo colpo di Stato, realizzato da un gruppo di mercenari europei, riportò Abdallah al potere.

## La Repubblica Federale Islamica delle Comore e l'Unione delle Comore
Proclamata la Repubblica Islamica (ottobre 1978), Abdallah instaurò un regime a partito unico e riallacciò stretti rapporti con la Francia. Nel novembre 1989 Abdallah venne ucciso in una congiura ordita dal capo della guardia presidenziale, il mercenario francese Bob Denard, costretto dall'intervento francese a rifugiarsi in Sudafrica. In seguito a tali avvenimenti, un accordo fra le principali forze politiche consentì il ripristino di un sistema multipartitico, che tuttavia non garantì una maggiore stabilità e non impedì il verificarsi di nuovi colpi di Stato. Questa accentuata instabilità fu alimentata anche dalle rivolte secessioniste scoppiate nel 1997 nelle isole di Nzwani (Anjouan) e Mwali (Mohéli). Dopo il fallimento del tentativo governativo di reprimere con le armi le forze secessioniste, fu avviato un difficile processo negoziale, ma la situazione rimase estremamente tesa sia a Moroni sia nei centri secessionisti. L'instabilità si risolse dopo aspri scontri nel 2002 con il varo di una riforma costituzionale di tipo federale, con larghi poteri a ciascuna delle tre isole principali. Dal 2004, a sancire la via federalista, la denominazione ufficiale dello Stato è divenuta Unione delle Comore. Nel 2006, le elezioni del presidente federale hanno visto la vittoria di Ahmed Abdallah Mohamed Sambi, leader islamico dell'isola di Anjouan, cui nel 2010 è subentrato Ikililou Dhoinine. Il primo turno delle presidenziali tenutosi nel febbraio 2016 per scegliere il successore di Dhoinine ha registrato la vittoria del vicepresidente del Paese, Mohamed Ali Soilihi, che si è aggiudicato il 17,6% dei consensi contro il 15% di Mouigni Baraka e il 14,9% di Azali Assoumani; al ballottaggio svoltosi nel mese di aprile quest'ultimo è risultato vincitore.